# Ophiclinus
Ophiclinus is een geslacht van straalvinnige vissen uit de familie van beschubde slijmvissen (Clinidae).

## Soorten
- Ophiclinus antarcticus Castelnau, 1872
- Ophiclinus brevipinnis George & Springer, 1980
- Ophiclinus gabrieli Waite, 1906
- Ophiclinus gracilis Waite, 1906
- Ophiclinus ningulus George & Springer, 1980
- Ophiclinus pectoralis George & Springer, 1980